# Passo Campo Carlo Magno
Der Passo Campo Carlo Magno (Dialekt: el kámp) ist ein 1682 m s.l.m. hoher Gebirgspass im Trentino (Italien).

## Etymologie
Der Pass ist nach einem dort gleichnamigen 1909 errichteten Hotel benannt. Bis zum Bau des Hotels war der Übergang als Campo di Campiglio oder gelegentlich als Campo Grande bekannt. Der deutsche Hotelbesitzer nahm Bezug auf eine ursprünglich aus dem Raum Bergamo stammenden schriftlich überlieferten Legende, nach der Karl der Große (italienisch Carlo Magno) sich im Val Rendena aufhielt, um die Heiden des Tals zum Christentum zu bekehren. Die Legende ist bildlich auf einem Fresko der Kirche Santo Stefano in Carisolo abgebildet. Ein ähnliches Fresko findet sich in der Pfarrkirche von Pellizzano im Val di Sole. Beide stammen aus der Feder der Wandermalerfamilie der aus der Umgebung von Bergamo stammenden Baschenis. Der lokale Flurname Campo (italienisch für Weide) wurde dabei von den Literaten als Heereslager falsch interpretiert.

## Lage und Umgebung
Der Pass liegt nur wenige hundert Meter nordöstlich von Madonna di Campiglio zwischen dem Valle di Campiglio und dem Valle del Meledrio und verbindet die Inneren Judikarien mit dem Val Rendena im Süden mit dem Val di Sole im Norden. Er ist eingebettet zwischen der Brentagruppe im Osten und der Adamello-Presanella-Gruppe im Westen. Die Ostseite des Sattels war einst von Wiesenflächen gekennzeichnet. Seit den 1920er Jahren befindet sich hier ein Golfplatz. An der Westseite liegt nicht nur das namensgebende Hotel, sondern weitere touristische Einrichtungen, die seit Beginn des 20. Jahrhunderts dort entstanden sind. Die Siedlung ist eine Fraktion der Gemeinde Pinzolo. Südlich der Passhöhe und von dort nicht zu erkennen liegt der Lago Montagnoli. Über den Pass führt die Staatsstraße SS 239 di Campiglio von Dimaro nach Tione di Trento. An der Straße liegt nördlich der Passhöhe die in den 1990er Jahren errichtete Kirche Nostra Signora d’Europa.

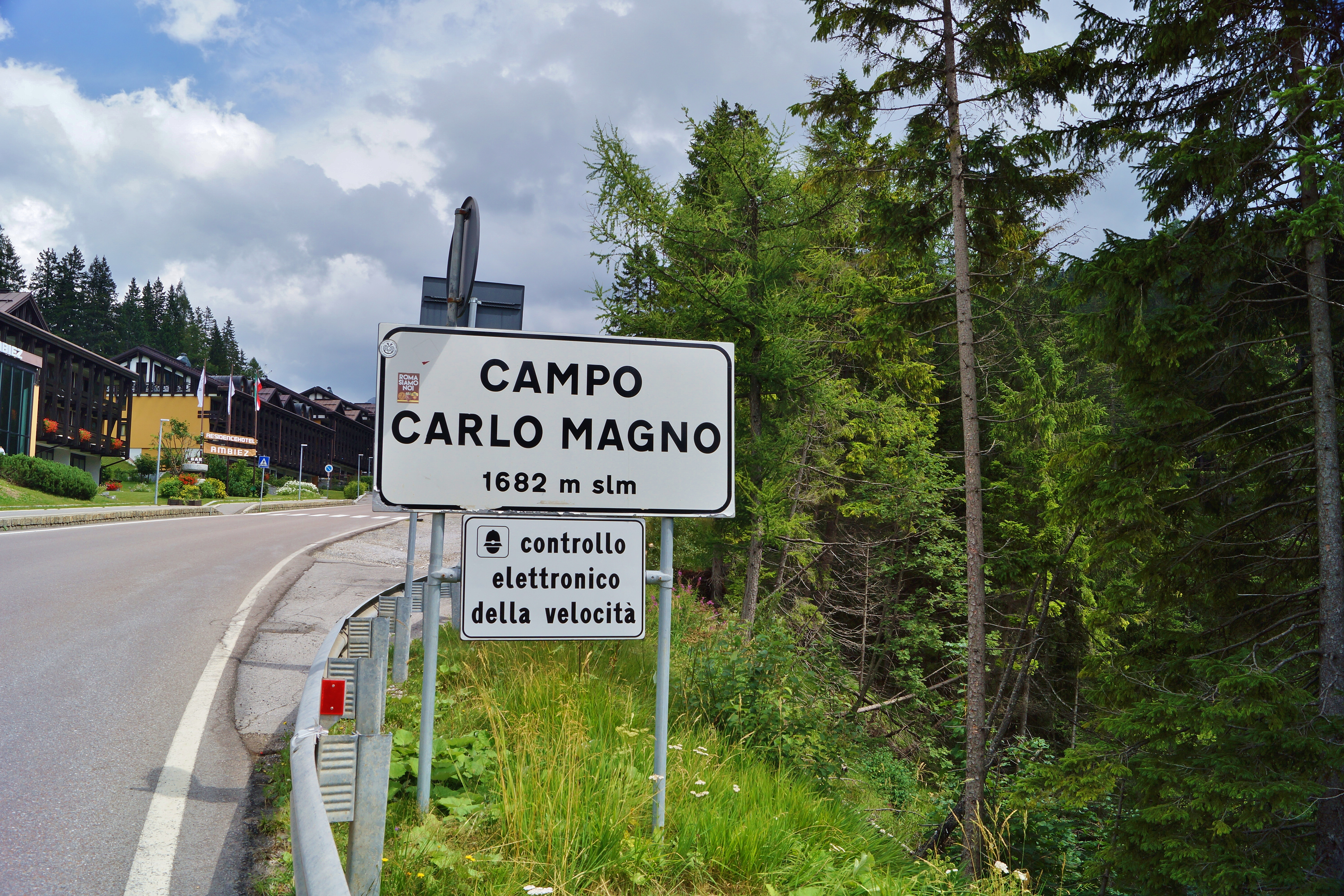
Ortsschild
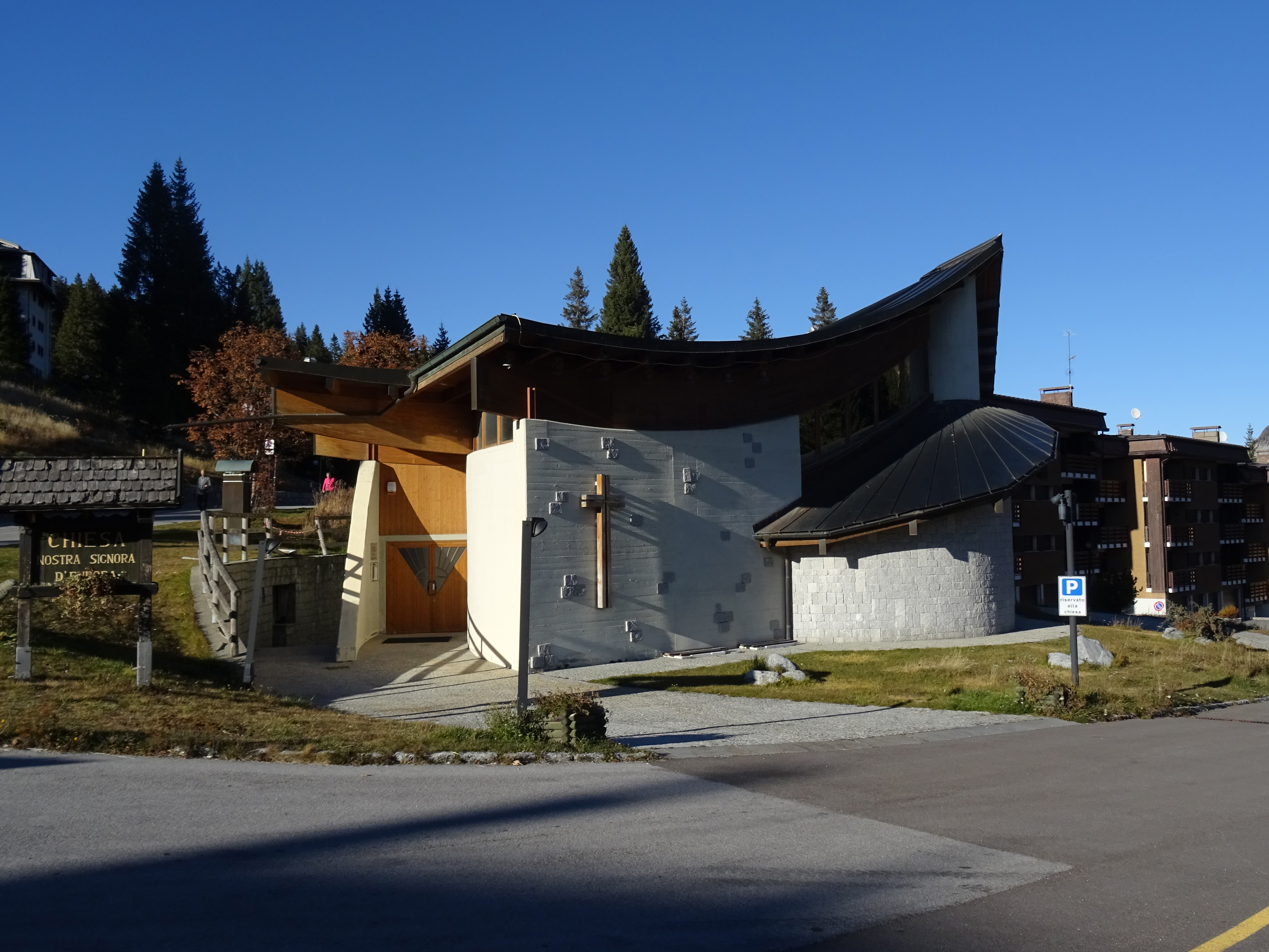
Kirche Nostra Signora d’Europa
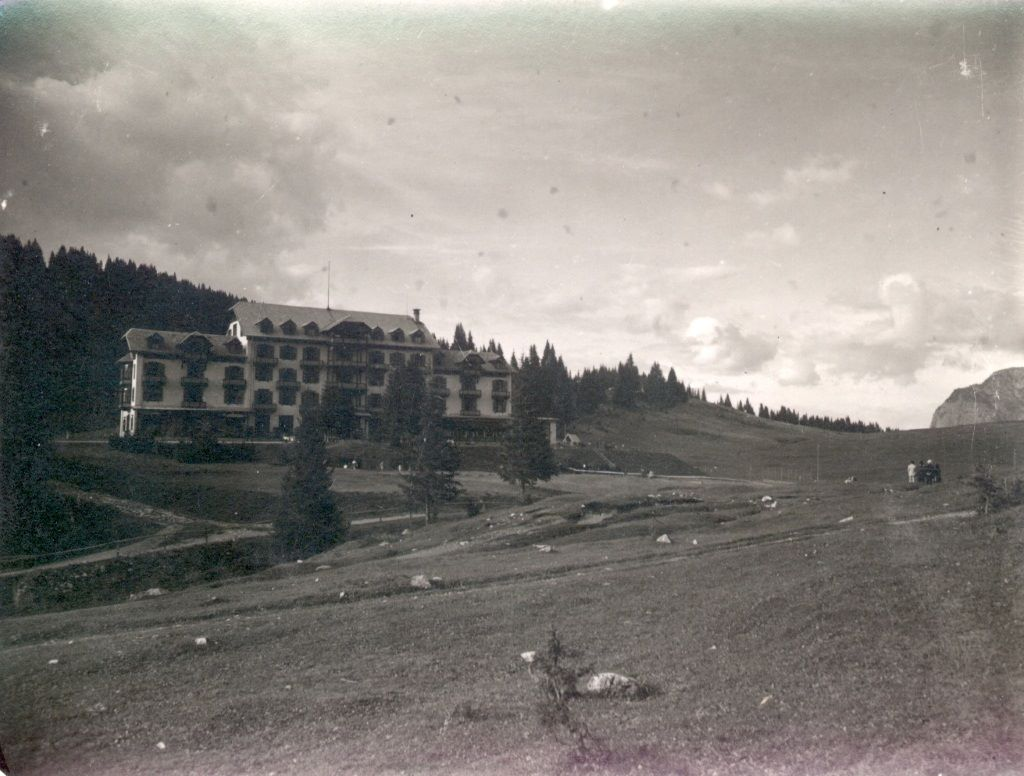
Der Pass in den 1930er Jahren